# 爆破筒
爆破筒也称为班加罗尔鱼雷（Bangalore Torpedo）是一种在钢管内装上炸药和雷管的爆破用火器，是一种多用来摧毁敌方建筑或铁丝网等障碍物的爆破工具。它最早由英国军事工程师麦克林托克（McClintock）于1912年在英属印度设计。

## 历史

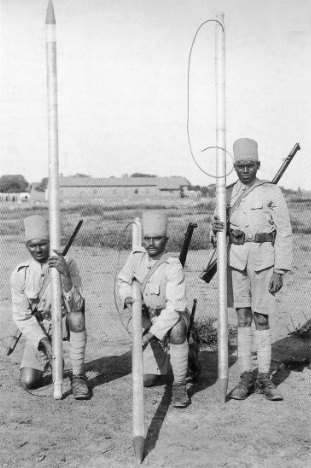
1916 年，马德拉斯工兵团的工兵和爆破筒

班加罗尔鱼雷是由英国皇家工程兵团上尉R.L. 麦克林托克于 1912 年发明的，当时他隶属于驻扎在印度班加罗尔的印度陆军马德拉斯工兵部队。他发明这种鱼雷是为了炸毁第二次布尔战争和日俄战争中遗留的诡雷和路障。班加罗尔鱼雷可以在水雷上方爆炸，而工兵不必靠近水雷 3 米（10 英尺）以内。这种工具由一系列可以连接的金属管组成，每节管内装有爆炸物，能够形成长达15米的爆破线。

### 第一次世界大战
在第一次世界大战期间，班加罗尔鱼雷被广泛应用于战场。1917年的康布雷战役中，英军首次将其用于实战，帮助步兵在地雷区和铁丝网障碍中开辟通道。这种工具的有效性使其迅速成为战场上的重要装备。

### 第二次世界大战
班加罗尔鱼雷在第二次世界大战中再次发挥了重要作用。美军在诺曼底登陆行动中广泛使用这种工具，摧毁了纳粹德国在海岸布置的防御工事，为盟军的登陆提供了关键支持。美军将其命名为M1A1爆破筒，并在战后推出了改进版的M1A2爆破筒。

### 战后发展与现代应用
二战结束后，班加罗尔鱼雷作为一种轻便耐用的爆破工具在全球得到了推广。除了美国和英国，加拿大、中国、印度和巴基斯坦等国也采用了这种工具的改进版本。尽管技术不断进步，班加罗尔鱼雷的基本设计和原理并未发生重大变化。

## 各国型号
美国： M1A2， M1A3 
英国和澳大利亚：L26A1
日本：称为破壊筒，二战期间有开发九八式爆破筒
中国：1959年式、1959-2式、1968年式爆破筒

## 参与战争
- 一次世界大战
- 二次世界大战
- 朝鲜战争
- 越战
- 中东战争
- 俄乌战争

## 相关文化
- 二戰時期位於東京青松寺的肉弹三勇士铜像爆弹三勇士

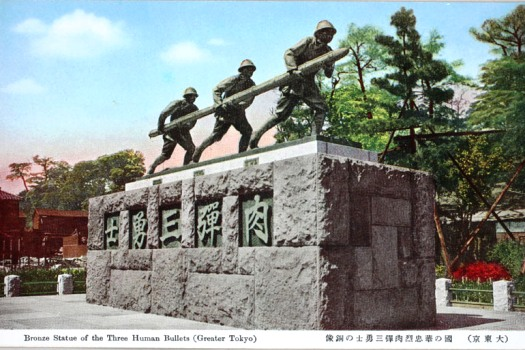
二戰時期位於東京青松寺的肉弹三勇士铜像

- 电影《英雄儿女》1964，电影主角王成手持爆破筒跳向美军。